# Кавказка диоскорея
Кавказките диоскореи (Dioscorea caucasica) са вид растения от семейство Диоскорееви (Dioscoreaceae).
Таксонът е описан за пръв път от Владимир Липски през 1893 година.